# Колбасов, Владимир Николаевич
Владимир Николаевич Колбасов (род. 29 августа 1960, Ленинград, РСФСР. СССР) — российский художник-акварелист, член Санкт-Петербургского Союза художников, Председатель товарищества «Акварельный Класс».

## Биография[1]
Родился в Ленинграде. В 12 лет пошёл в художественную студию при Василеостровском доме пионеров. Через год поступил в Ленинградскую городскую художественную школу под руководством Г. Н. Антонова.
С 1977 по 1984 г. учился в Ленинградском институте живописи скульптуры и архитектуры им. И. Е. Репина в мастерской профессора Игоря Ивановича Фомина.
С 1989 по 1999 год — работал в Комитете по градостроительству и архитектуре Санкт-Петербурга главным художником Василеостровского района.
С 1999 года — свободный художник.
В 1991 году, по приглашению немецкой стороны, впервые представил свои работы в культурном центре баварского города Вольфратсхаузен. С 1991 по 2009 год работы неоднократно выставлялся в галереях и выставочных залах на территории Германии и Австрии.
В России впервые выставился в январе 2001 г. в залах Санкт-Петербургского Союза художников . По результатам выставки вне конкурса был принят в Санкт-Петербургский Союз художников.
В 2003 году австрийская компания «Берингер Ингельхайм» к 300 летнему юбилею Санкт-Петербурга выпустила большой настенный календарь с работами из серии «Город».
С 2004 по 2007 год участвовал в работе по оформлению книги-сказки австрийского писателя Рональда Сонига (Ronald Seunig) «Страна Лжи» («Land der Lügen»). Презентация книги прошла в Вене осенью 2008 года.
В период с 2009 по 2017 год сотрудничал с Романтическим театром Юрия Томошевского. Результатом работы стала серия афиш к спектаклям труппы.
В 2013 году на основе работ из серии «Город» студентами Санкт-Петербургского Университета кино и телевидения был создан анимационный фильм «Город», который стал призёром Международного фестиваля «Аниматор» и "Международного фестиваля «Белые ночи».
Является одним из основателей и председателем Товарищества «Акварельный Класс». В составе товарищества выставлял свои работы в залах Санкт-Петербургского Союза художников, в Концертном зале Мариинского театра, в Музее-квартире А.Блока, в Выставочном центре «Эрмитаж-Выборг», в Музее истории Кронштадта, в Историко-культурном музейном комплексе в Разливе.
С 2017 г., как председатель Товарищества «Акварельный Класс», совместно с Комитетом по социальной политике Санкт-Петербурга в рамках социального проекта «Город равных возможностей — взгляд на мир через акварель» регулярно проводит курсы повышения квалификации для педагогов социальных учреждений и занятия с воспитанниками детских домов, психоневрологических интернатов и домов ветеранов.
Произведения В. Н. Колбасова находятся в частных собраниях России, Германии, Австрии, США, Израиля, Англии, Китая, Канады, Чехии, Польши и других стран.

## Творчество
Основная задача творчества — сохранение и развитие Санкт-Петербургской школы акварели.
Работает преимущественно в акварельной технике. Основным жанром является городской пейзаж.
Работы делятся на ряд циклов: серия Город, Композиции, Графика, Выборгские зарисовки, Биография, Самоходки, Театр, Страна Лжи, Дембельский альбом.

## Награды
Лауреат премии фестиваля "Город моих друзей" за цикл работ "Город".

## Выставки
| Год  | Место проведения |
| ---- | --- |
| 1991 | Германия. Выставка в культурном центре Вольфратсхаузен.                                                                                    |
| 1993 | Германия, Байербрунн (Baierbrunn). Выставка в галерее «Веркштадт» («Werkstatt»).                                                           |
| 1995 | Германия, Байербрунн (Baierbrunn). Выставка в галерее «Веркштадт» («Werkstatt»).                                                           |
| 2000 | Санкт-Петербург. Международный фестиваль искусств «Мастер Класс» в Этнографическом музее.                                                  |
| 2001 | Санкт-Петербург. Персональная выставка в Выставочном Центре Союза художников Санкт-Петербурга.                                             |
| 2001 | Санкт-Петербург. Персональная выставка в Смольном.                                                                                         |
| 2001 | Санкт-Петербург. Международная выставка «Мексика-Россия» в Центральном Выставочном зале «Манеж».                                           |
| 2001 | Германия. Выставка-фестиваль в галерее фирмы «Краемель» «Петербургские дни в Вольфратсхаузене».                                            |
| 2002 | Ораниенбаум. Персональная выставка в Дворцово-парковом комплексе.                                                                          |
| 2002 | Чехия. Графическое триенале. Галерея города Гавиржов.                                                                                      |
| 2002 | Санкт-Петербург. Выставка «70 лет Союза художников» в Центральном Выставочном зале «Манеж».                                                |
| 2003 | Санкт-Петербург. Выставка в Союзе художников Санкт-Петербурга в составе Товарищества «Акварельный Класс».                                  |
| 2003 | Польша. «V интернациональная выставка Ex-Libris». Галерея города Гливице (Gliwice).                                                        |
| 2003 | Германия, Мюнхен. Персональная выставка в Баварском культурном центре «Пасингер» («Pasinger»).                                             |
| 2004 | Австрия, Валкенштейн (Walkenstein). Персональная выставка в галерее «Прессхаус» («Presshaus»).                                             |
| 2004 | Санкт-Петербург. Персональная выставка в Выставочном Центре Союза художников Санкт-Петербурга.                                             |
| 2009 | Австрия, Валькенштайн (Walkenstein). Художественный форум «Мастер-Класс» в галерее «Прессхаус» (Presshaus)                                 |
| 2011 | Санкт-Петербург. Персональная выставка в Выставочном Центре Союза художников Санкт-Петербурга.                                             |
| 2012 | Калининград. Участие в художественном проекте «Театр Гофмана» — 2012, в Калининградском областном историко-художественном музее.           |
| 2013 | Санкт-Петербург. Персональная выставка «Выборгские зарисовки» в Выставочном Центре Союза художников.                                       |
| 2013 | Санкт-Петербург. Персональная выставка — «Выборгские зарисовки» в галерее «Мольберт».                                                      |
| 2013 | Выборг. Персональная выставка «От Выборга до Порвоо» в Выставочном центре «Эрмитаж-Выборг».                                                |
| 2015 | Санкт-Петербург. Персональная выставка в Выставочном Центре Союза художников.                                                              |
| 2017 | Санкт-Петербург. Выставка в Союзе художников Санкт-Петербурга в составе Товарищества «Акварельный Класс».                                  |
| 2017 | Санкт-Петербург. Выставка в Концертном зале Мариинского театра в рамках фестиваля «Белые ночи» в составе Товарищества «Акварельный Класс». |
| 2017 | Санкт-Петербург. Выставка в Музее-квартире Александра Блока в составе Товарищества «Акварельный Класс».                                    |
| 2018 | Выборг. Выставка в составе Товарищества «Акварельный Класс» в Выставочном центре «Эрмитаж-Выборг».                                         |
| 2018 | Кронштадт. Выставка в Музее истории Кронштадта в составе Товарищества «Акварельный Класс».                                                 |
| 2018 | Сестрорецк. Выставка в Историко-культурном музейном комплексе в Разливе в составе Товарищества «Акварельный Класс».                        |
| 2019 | Санкт-Петербург. Выставка в Союзе художников Санкт-Петербурга в составе Товарищества «Акварельный Класс».                                  |
| 2019 | Санкт-Петербург. Персональная выставка «Акварель, Графика» в галерее «Мольберт».                                                           |
| 2020 | Санкт-Петербург. "Юбилейная выставка" в Выставочном Центре Союза Художников                                                                |
| 2025 | Санкт-Петербург. Выставка Товарищества «Акварельный класс»                                                                                 |